# Mahé
Mahé (del francés: Île Mahé), en inglés: Mahé Island) es la isla más grande de Seychelles, situada al noreste de la nación. En ella está la capital, Victoria, y un 90% de la población total del país. La isla fue llamada en honor a Bertrand-François Mahé de La Bourdonnais, el gobernador francés de la Isla de Francia —actual Mauricio—.

## Geografía
El pico más alto de Mahé es Morne Seychellois con 905 m, situado en el Parque Nacional de Morne Seychellois. La mayoría de los habitantes de la isla y el aeropuerto internacional se encuentran la parte norte y este de la Isla. En la parte sur y oeste se encuentran el Parque Nacional Baie Ternay y el Parque Nacional Port Launay Marine.

## Historia
Mahé fue avistada por primera vez por los británicos en 1609, y no volvió a ser visitada por los europeos hasta la expedición de Lazare Picault de 1742. La fragata francesa Le Cerf («el ciervo») arribó a Port Victoria el 1 de noviembre de 1756. Mahé se convirtió en posesión francesa hasta 1814, cuando pasó a ser colonia inglesa. Continuó siéndolo hasta 1976, cuando Seychelles se convirtió en una nación independiente.

## Galería

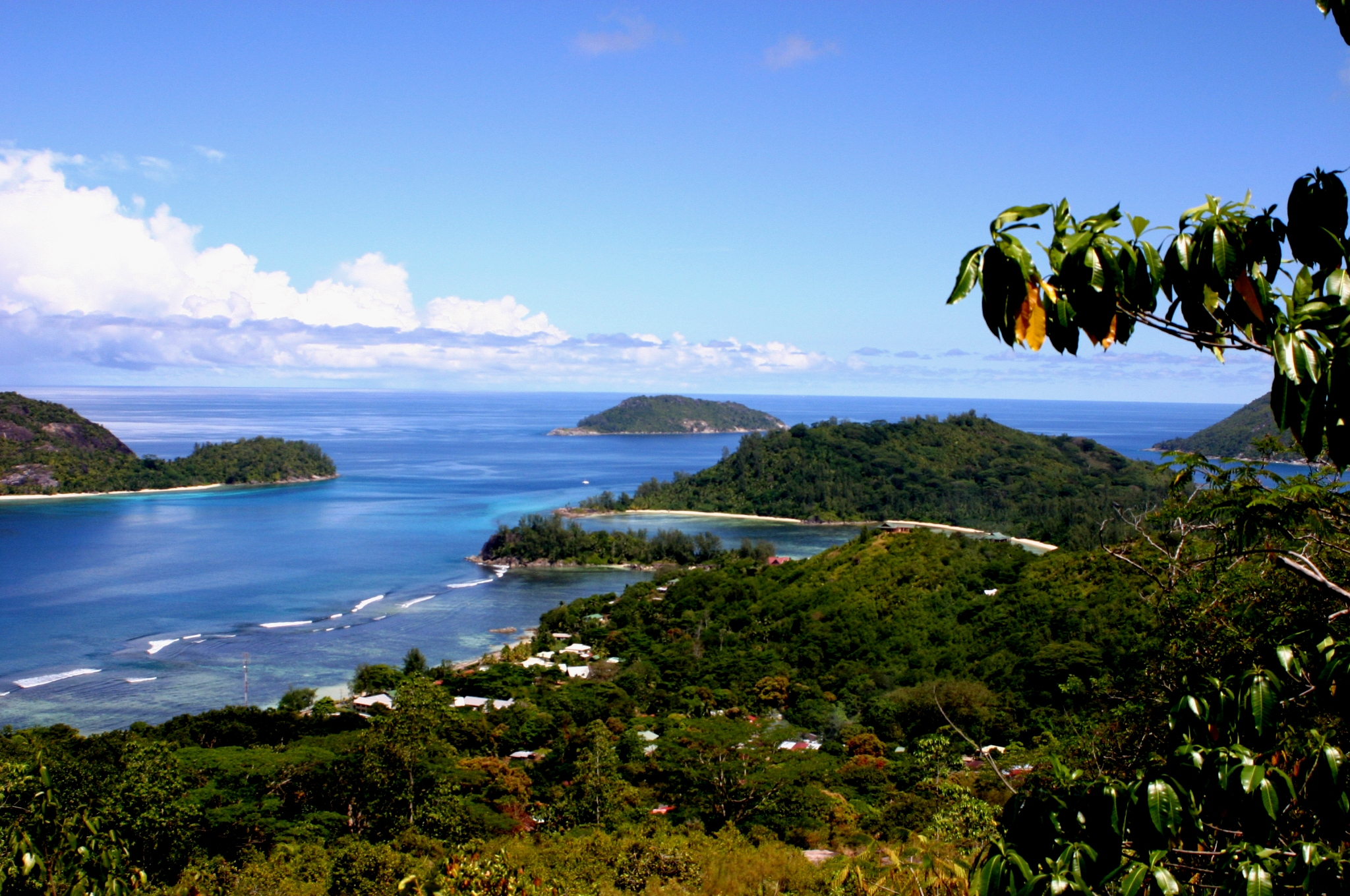
Mahé
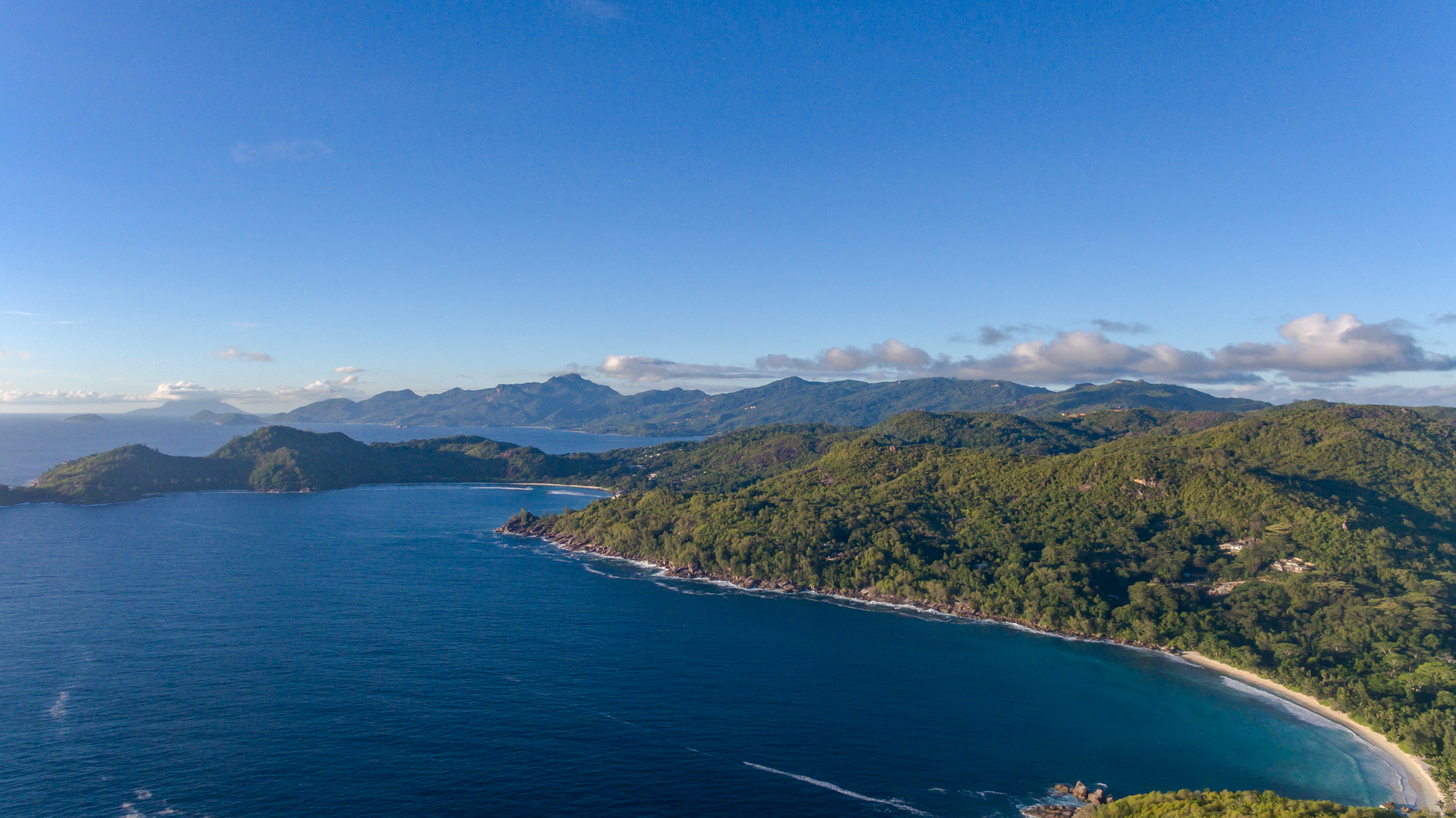
Playa Anse Takamaka Mahé
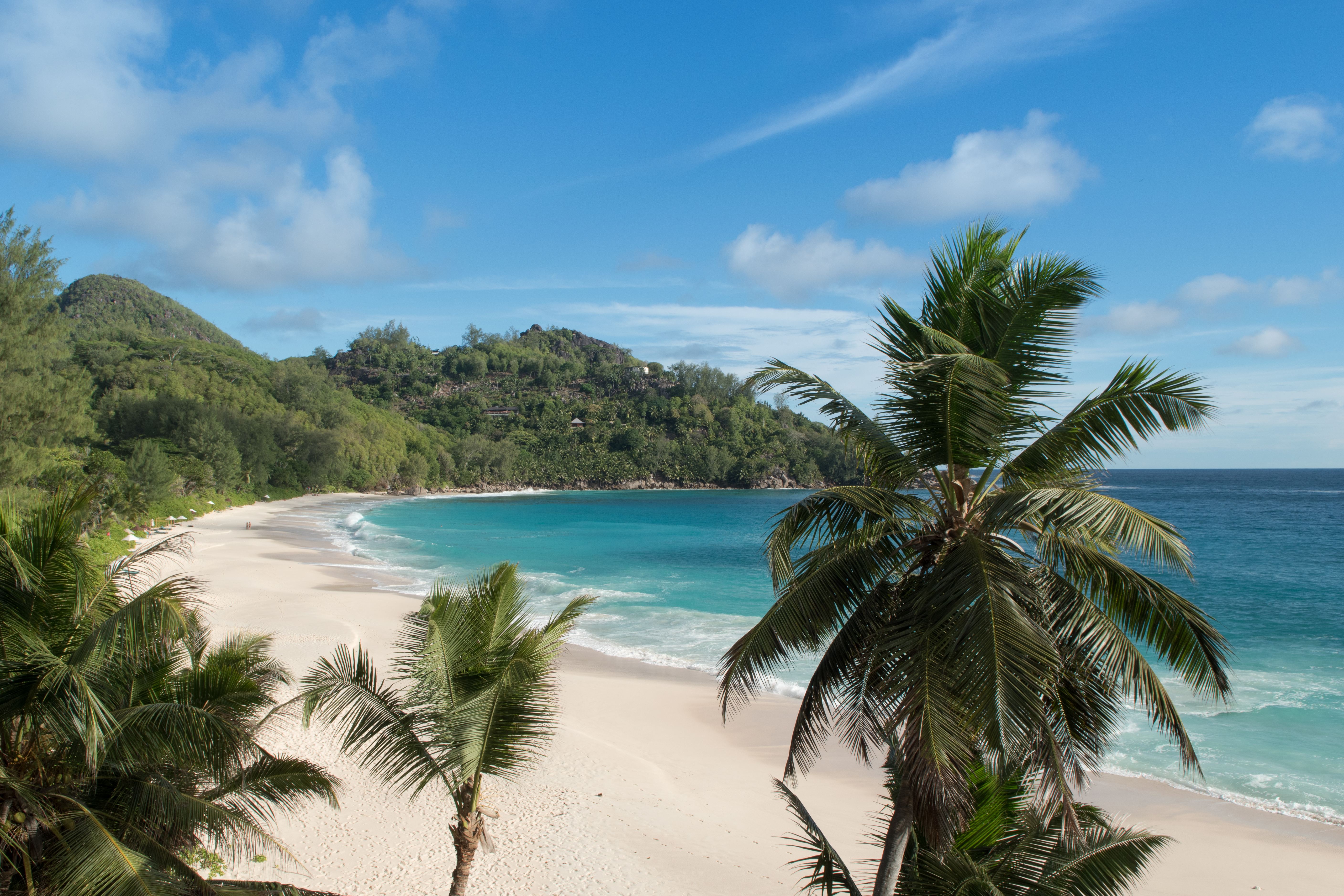
Vista playa Anse Intendance Mahe